# Anna-Karin Strömstedt
Anna-Karin Elisabet Strömstedt Olsson (* 1. Januar 1981 in Vansbro) ist eine ehemalige schwedische Biathletin und vormalige Skilangläuferin.

## Werdegang

### Skilanglauf
Anna-Karin Strömstedt startet für Vansbro Allmänna Idrottsklubb SK. Sie ist verheiratet und lebt in Borlänge. Sie begann Ende der 1990er Jahre zunächst als Skilangläuferin ihre sportliche Karriere. Den ersten bedeutenden internationalen Einsatz hatte die Schwedin bei den Junioren-Weltmeisterschaften, bei denen sie in Pontresina 26. über 5 Kilometer Freistil wurde. Mit der Staffel holte sie dort die Goldmedaille. Etwa zwei Monate später folgte das Debüt im Skilanglauf-Weltcup in Falun, bei dem sie 71. in einem 5-Kilometer-Freistilrennen wurde. 2000 nahm sie in Štrbské Pleso nochmals an den Junioren-Weltmeisterschaften teil und wurde 45. über 5 Kilometer Freistil und 36. des Freistil-Sprints. Bis 2004 folgten immer wieder Einsätze in unterklassigen Rennen, dem Continental-Cup, dem Skilanglauf-Marathon-Cup und FIS-Rennen, des Öfteren mit guten Platzierungen bis hin zu Podestplätzen. Im Februar 2004 nahm sie in Umeå erneut an einem Weltcuprennen teil, beendete dieses 10-Kilometer-Klassisch-Rennen jedoch nicht. 2004 und 2005 gewann Strömstedt zwei FIS- und ein Scandinavian-Cup-Rennen. Daneben kam sie nun vermehrt im Weltcup zum Einsatz und gewann im Februar 2005 in Reit im Winkl als 20. eines Klassik-Sprints erstmals Weltcuppunkte. Im Dezember 2005 kam sie in Nové Město na Moravě auf einen fünften und damit erstmals auf einen Top-Ten-Platz in einem Freistil-Sprint. Im Januar 2006 kam sie in Otepää über 10 Kilometer Klassisch erneut auf einen zehnten Platz. Höhepunkt der Saison wurden die Olympischen Winterspiele 2006 in Turin. In der Doppelverfolgung von Pragelato Plan erreichte Strömstedt mit einem 47. Platz ebenso wie über 30 Kilometer Freistil mit Platz 30 keine herausragenden Resultate. Ihre beste Leistung erreichte sie mit Anna Dahlberg, Elin Ek und Britta Johansson Norgren im Staffelrennen, bei dem sie als Schlussläuferin zum Einsatz kam, sich beim Zielsprint jedoch Claudia Künzel und Sabina Valbusa geschlagen geben musste und damit eine Medaille als Viertplatzierte knapp verpasste. Wenige Wochen nach den Spielen erreichte Strömstedt mit Britta Norgren in Sapporo als Drittplatzierte eines Teamsprints ein weiteres herausragendes Weltcup-Ergebnis. Zum Saisonende gewann die Schwedin bei den nationalen Meisterschaften sowohl über 10 Kilometer Klassisch hinter Elk und Norgren sowie hinter Dahlberg und Norgren im Freistilsprint die Bronzemedaillen. Beim letzten Staffelrennen vor den Weltmeisterschaften 2007 in Sapporo konnte Strömstedt mit Lina Andersson, Charlotte Kalla und Norgren in Davos im Staffelrennen ihren einzigen Weltcupsieg erreichen. Bei den Weltmeisterschaften wurde sie 40. der Verfolgung und beendete über 30 Kilometer Klassisch das Rennen nicht. Seitdem wurden Einsätze im Langlauf-Weltcup seltener, Punkte gewann die Schwedin nicht mehr.

### Biathlon
Zur Saison 2010/11 wechselte Strömstedt vom Langlauf zum Biathlon. In Beitostølen gab sie zum Saisonauftakt ihr Debüt im IBU-Cup, wo sie zunächst 35., danach Zehnte von Sprintrennen wurde. Eine Woche später folgte das Weltcupdebüt in Östersund. Als 61. des Sprints verpasste sie das Verfolgungsrennen um einen Platz. In Presque Isle konnte sie als 31. eines Sprints erstmals Punkte im Weltcup gewinnen. Ihre bislang beste Platzierung im Weltcup erreichte Strömstedt auf der dritten Station des Weltcup 2011/12 in Hochfilzen, als sie im Sprint auf Rang 16 ins Ziel kam. Im folgenden Jahr konnte sie ihre Leistungen leicht steigern. Bei den Biathlon-Weltmeisterschaften 2013 in Nové Město na Moravě startete sie ausschließlich in der Staffeln und landete mit ihren Mannschaftskolleginnen auf dem 15. Platz. Im Vorjahr bei den Biathlon-Weltmeisterschaften 2012 waren Strömstedt und das Team noch auf dem fünften Platz ins Ziel gelaufen.
In ihrer letzten Saison 2013/14 erreichte sie mit Platz 47. ihre beste Platzierung in der Gesamtwertung. Zudem erreichte sie als 13. beim Sprint von Oslo ihr zweitbestes Weltcup-Resultat.

## Erfolge im Skilanglauf

### Weltcupsiege im Team
| Nr. | Datum            | Ort   | Disziplin          |
| --- | ---------------- | ----- | ------------------ |
| 1.  | 10. Februar 2007 | Davos | 4 × 5 km Staffel 1 |

### Siege bei Continental-Cup-Rennen
| Nr. | Datum             | Ort      | Disziplin       | Serie            |
| --- | ----------------- | -------- | --------------- | ---------------- |
| 1.  | 18. Dezember 2005 | Vuokatti | 10 km klassisch | Scandinavian Cup |

## Biathlon-Weltcup-Platzierungen
Die Tabelle zeigt alle Platzierungen (je nach Austragungsjahr einschließlich Olympische Spiele und Weltmeisterschaften).
- 1.–3. Platz: Anzahl der Podiumsplatzierungen
- Top 10: Anzahl der Platzierungen unter den ersten zehn (einschließlich Podium)
- Punkteränge: Anzahl der Platzierungen innerhalb der Punkteränge (einschließlich Podium und Top 10)
- Starts: Anzahl gelaufener Rennen in der jeweiligen Disziplin
- Staffel: inklusive Mixed- und Single-Mixed-Staffeln

| Platzierung              | Einzel | Sprint | Verfolgung | Massenstart | Staffel | Gesamt |
| ------------------------ | ------ | ------ | ---------- | ----------- | ------- | ------ |
| 1. Platz                 |        |        |            |             |         |        |
| 2. Platz                 |        |        |            |             |         |        |
| 3. Platz                 |        |        |            |             |         |        |
| Top 10                   |        |        |            |             | 1       | 1      |
| Punkteränge              |        | 4      | 3          |             | 2       | 9      |
| Starts                   | 2      | 12     | 7          |             | 2       | 23     |
| Stand: 17. Dezember 2011 |        |        |            |             |         |        |